# Colline Tenpō
La colline Tenpō (天保山, Tenpōzan) est située dans l'arrondissement Minato-ku d'Osaka. Elle « culmine » à 4,53 m. Un petit port se trouve à proximité et une grande partie de la surface de la colline est occupée par un parc.

## Histoire

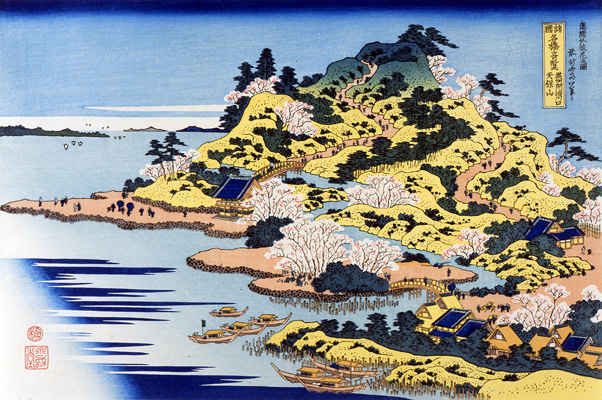
Estampe de Hokusai représentant la colline Tenpō.

La colline est formée en 1831 (2e année de l'ère Tenpō) par dépôt de la terre extraite du dragage de l'Aji-gawa entrepris pour permettre aux grands navires un accès plus facile à Osaka et prévenir les inondations. L'altitude de la colline est alors d'environ 20 mètres. Le monticule sert de point de repère aux navires entrant dans l'Aji-gawa en direction de la ville. Des cerisiers et des pins y sont plantés ; des boutiques s'installent dans le secteur et l'endroit devient progressivement l'attraction touristique qu'il est de nos jours.
Des images ukiyo-e d'enfants jouant dans le secteur ont été créées par Utagawa Hiroshige et d'autres artistes.
Après la chute du shogunat Tokugawa, une partie de la montagne est nivelée pour mettre en place une unité d'artillerie afin de protéger le passage de la rivière. Tandis que l'industrialisation progresse au cours des ères Taishō et Shōwa, la surexploitation des eaux souterraines entraîne un affaissement qui abaisse plus encore l'élévation du monticule.

## Parc Tenpōzan
Le parc Tenpōzan (天保山公園, Tenpōzan Kouen) se trouve sur la colline Tenpō. Une stèle en souvenir de la première parade militaire navale de l'empereur Meiji en 1876 se trouve à côté de la pointe triangulaire de la colline. La tour de l'horloge du parc qui était à l'origine un accessoire pour une émission de télévision produite par la Kansai Telecasting Corporation, a plus tard été donnée à la préfecture. Le parc contient plusieurs statues de personnages importants et des reproductions d'estampes ukiyo-e représentant l'endroit au cours de l'époque d'Edo.

## Voisinage
L'aquarium Kaiyukan se trouve près de la colline Tenpō, ainsi que la Grande Roue du Tempōzan Harbor Village (112,5 m de haut, plus haute grande roue au monde de 1997 à 1999) et le grand pont Tempōzan (天保山大橋).

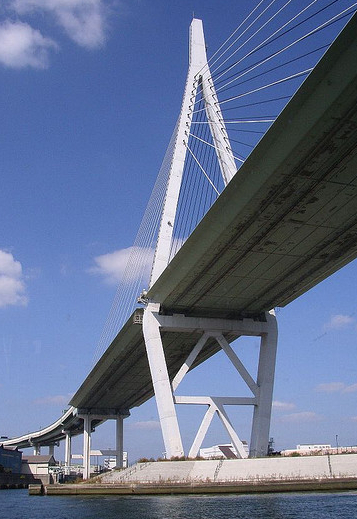
Grand pont Tempōzan.

## Source de la traduction
- (en) Cet article est partiellement ou en totalité issu de l’article de Wikipédia en anglais intitulé « Mount Tenpō » (voir la liste des auteurs).